# Joseph C. Phillips jr.
Joseph C. Phillips jr. (?, 1966) is een Amerikaans componist, muziekpedagoog en dirigent.

## Levensloop
Phillips studeerde aan de Universiteit van Maryland in College Park en behaalde aldaar zijn Bachelor of Music en zijn Master of Music. Hij werd docent in highschools in de staat Washington en dirigent van highschool harmonieorkesten en werd in 1996 bekroond met de prijs Muziekleraar van het jaar in 1996 van de stad Bellevue. Gedurende zijn docentenwerk in de staat Washington kreeg hij opnieuw een versterkt interesse aan het compositie-vak en studeerde in 1996 aan het Seattle Young Composers Collective. Na een workshop en een afsluitend concert in 1997 met de jazzcomponiste Maria Schneider was hij zeker, zelf componist te worden. Verder heeft hij studeert tijdens het "Broadcast Music, Inc. (BMI) Jazz Composers' Workshop" in New York.
In de herfst van het jaar 2000 richtte hij het ensemble Numinous op en werd dirigent van dit ensemble. Het is een unieke ensemble met 25 bekende jazz- en klassieke muzikanten uit New York, dat in september 2003 haar eerste cd publiceerde: "The Music of Joseph C Phillips Jr". De tweede cd van deze groep met de titel "Vipassana" kwam in april 2010 op de markt. Phillips was eveneens de initiatiefnemer en oprichter in mei 2004 van het componisten collectief Pulse. In dit collectief werken zes met prijzen bekroonde componisten: Darcy James Argue, Jamie Begian, JC Sanford, Joshua Shneider, Yumiko Sunami en Joseph C. Phillips jr. zelf.
Hij was voor een bepaalde tijd docent aan het Koninklijk Conservatorium in Den Haag alsook aan het "St. Olaf College of Music" in Northfield. Door de "Broadcast Music, Inc." (BMI) werd hij van 1998 tot 2004 uitgenodigd aan het prestigieuze "Jazz Composer's Workshop program" deel te nemen.
Phillips werken als componist worden door menige critici als jazz, maar van andere als klassiek beschouwd. Hij lat zich inspireren van eigentijdse klassieke, jazz- en populaire muziek, maar ook door muziek van andere culturen en tradities en ook door literatuur, wetenschap en de bioscoop. Zijn werken zijn beïnvloed door componisten zoals Maria Schneider, Steve Reich, John Adams en andere belangrijke figuren vanuit de zogenoemde "Nieuwe muziek", naast invloeden door visuele en film artiesten met wetenschappelijke, filosofische en sociale visioenen. Zijn niet gewone stijl werd door verschillende prijzen en steunbeurzen gewaardeerd, zoals een beurs van de Meet the Composer grant, een American Music Center MAP grant, twee Live MUsic for Dance commission grants, finalist van de competitie BMI Foundation Charlie Parker Composition Award en eveneens finalist van de Sundance Film Composers Lab Fellowship. Zijn werk werd onder andere uitgevoerd tijdens het Steve Reich Festival georganiseerd door het Koninklijk Conservatorium in Den Haag in 2003 alsook in het Bimhuis in Amsterdam.

## Composities

### Werken voor orkest
- 2010 Of Climbing Heaven and Gazing on the Earth, voor gitaar, piano, vibrafoon en orkest
- 2010 Stillness Flows Ever Changing, voor sopraansaxofoon en orkest

### Werken voor harmonieorkest
- 2009 The Long Now, voor harmonieorkest[1]
- The Gates of the Wonder-World Open

### Muziektheater

#### Balletten
| Voltooid in | titel                         | aktes | première                                                                     | libretto | choreografie    |
| ----------- | ----------------------------- | ----- | ---------------------------------------------------------------------------- | -------- | --------------- |
| 2010        | The Distance of the Moon      |       | 14 oktober 2010, New York, Judson Memorial Church, 55 Washington Square Park |          | Takehiro Ueyama |
| 2011        | To Begin the World Over Again |       | 6 april 2011, Tribeca Performing Arts Center                                 |          | Edisa Weeks     |

### Werken voor jazz-ensemble/Big Band
- 1999 The Smoke That Thunders
- 2000 To Kyoto
- 2002 The Polar Express
- 2003 Into all the Valleys Evening Journeys
- 2005 Seeker
- 2010 Memory of Red Orange Laid Out in Still Waves
- 2010 Liquid Timepieces, een soort hommage aan Gustav Mahler
- 2011 Miserere
- 2011 19 (1st set)
- 2011 19 (2nd set)
- 2011 Dreams of Wonders Undreamt
- A Tear of the Clouds
- Adrian
- Lost in the Stars
- Sweetness
- The Gates of Wonder

### Vocale muziek
- 2009 Beautiful Thing, voor zangstem en piano - tekst: Joy Askew naar William Carlos Williams gedicht: "Paterson"
- 2010 The Nothingness that is the Source of Everything

### Kamermuziek
- 1990 Urban Sketches, voor altsaxofoon en cello
  1. Realization
  2. Contemplation
  3. Convergence
  4. Exualtation
- 2001 Flying
- 2004 The Spell of a Vanishing Loveliness
- 2005 The Eloquent Light, voor trompet en elektrische gitaar
- 2006 Race, voor trompet en elektrische gitaar
- 2006 The Lady Who Sailed The Soul
- 2007 Kelip-Kelip, voor dwarsfluit, elektrische gitaar en piano
- 2007 Rihla, voor hobo, 2 klarinetten, basklarinet, dizi, sopraansaxofoon, viool, erhu, cello, laptop, koto en 2 slagwerkers
- 2008 "Usher" Variations
- 2010 Memory of Red Orange Laid out in Still Waves